# Norton Partition Magic
Norton Partition Magic war ein Partitionsmanager, der ursprünglich von der Firma PowerQuest entwickelt und später von Symantec aufgekauft wurde. Anfang 2010 hat Symantec Vertrieb und Support für das Produkt eingestellt.

## Funktionen
Das Programm ermöglichte es, Partitionen zu erstellen, zusammenzufügen, umzuwandeln, zu kopieren und in ihrer Größe zu verändern. Außer Windows-kompatiblen Dateisystemen wie NTFS, FAT und FAT32 ließen sich die Linux-Dateisysteme ext2 und ext3 verwalten. Bis zur Version 5.0 wurde auch das Dateisystem HPFS von IBMs Betriebssystem für Personal Computer OS/2 unterstützt.
Die PartitionMagic-Versionen 1 bis 3 unterstützten die Betriebssysteme OS/2 und die damaligen DOS/Windows-Versionen. Die letzte Version 8.0 lief unter Windows NT, 98, ME, 2000 und XP, allerdings nicht unter den Server-Versionen von Windows NT, 2000 und 2003 und auch nicht unter Windows Vista und Windows 7.
Als Zusatzprogramm wurde der Bootmanager BootMagic bereitgestellt.